# Eudactylina spinula
Eudactylina spinula är en kräftdjursart som beskrevs av Arthur Sperry Pearse 1950. Eudactylina spinula ingår i släktet Eudactylina och familjen Eudactylinidae. Inga underarter finns listade i Catalogue of Life.